# Melanaspis obscura
Melanaspis obscura är en insektsart som först beskrevs av Comstock 1881.  Melanaspis obscura ingår i släktet Melanaspis och familjen pansarsköldlöss. Inga underarter finns listade i Catalogue of Life.